# 道林公園 (佛羅里達州)
道林公園（英語：Dowling Park）是位於美國佛羅里達州薩旺尼縣的一個非建制地區。該地的面積和人口皆未知。

## 地理
道林公園的座標為30°15′00″N 82°14′00″W / 30.25000°N 82.23333°W，而該地的平均海拔高度為19米（即62英尺）。